# Manifestations électorales brésiliennes de 2022-2023
Les manifestations électorales brésiliennes de 2022-2023 débutent peu après la conclusion du deuxième tour de l'élection présidentielle, le 30 octobre 2022, au cours desquelles Luiz Inácio Lula da Silva est élu président. Les partisans de Jair Bolsonaro, fréquemment désignés dans les médias comme des bolsonaristes, alléguant une fraude électorale, commencent à bloquer les routes et les autoroutes du pays,. Au moins 23 États brésiliens, plus le District fédéral, enregistrent des barrages routiers au 1er novembre, totalisant au moins 267 blocages selon les données de la police fédérale des autoroutes (PRF).
Les manifestants ont en commun le rejet du résultat des élections et appellent à un coup d'État ou à une intervention fédérale ou militaire pour empêcher l'investiture du président élu,, ce qui transgresse la Constitution brésilienne. Ces blocages sont largement critiqués par des entités, des politiciens et des autorités en raison du fait que ceux-ci ont causé d'importantes pertes de nourriture, la paralysie de l'approvisionnement en produits tels que le carburant et les médicaments, l'entrave au droit de transit des citoyens, l'annulation de vols, accidents et décès. Ils sont également qualifiés d'attaques contre la démocratie, car ils contestent le processus électoral et sa légitimité,,. Les blocus sont depuis qualifiés de terrorisme intérieur (en) par certains médias brésiliens ; cette affirmation est largement contestée,.
Le 8 janvier 2023, des manifestants pro-Bolsonaro prennent d'assaut la place des Trois Pouvoirs,, vandalisant la Chambre des députés et les salles du Sénat fédéral du Congrès national du Brésil pendant le rassemblement,, ; les manifestants envahissent également le palais de la Cour fédérale suprême et le palais du Planalto avec pour objectif de renverser le gouvernement fédéral. L'insurrection échoue et la place est evacuée par les forces de l'ordre après quelques heures ; plusieurs centaines de partisans de Bolsonaro sont arrêtés à la suite de l'événement.

## Contexte
Les manifestations sont motivées par le mythe d'élections générales brésiliennes truquées, faisant l'objet d'une fraude électorale généralisée pour causer la défaite de Jair Bolsonaro. Durant sa présidence, Bolsonaro alimente la méfiance à l'égard du système électoral du Brésil. Cela est encore alimenté par les partisans de Bolsonaro alléguant une fraude du dysfonctionnement des machines de vote électroniques et des schémas de vote qu'ils jugent suspects, et qui se méfient des responsables électoraux ; l'armée a aidé à superviser l'élection et n'a trouvé aucun signe de fraude. Une autre raison des manifestants est leur aversion pour Luiz Inácio Lula da Silva, qui a battu Bolsonaro aux élections après l'annulation de ses condamnations controversées dans l'opération Lava Jato. De plus, Bolsonaro n'a pas reconnu ou accepté sa défaite et a ouvert la voie à un transfert pacifique du pouvoir jusqu'à 45 heures après la fin des élections. Les médias sociaux ont été utilisés par les partisans de Bolsonaro pour diffuser des informations erronées sur la fraude électorale, motivant les manifestants.
Les militaires de réserve, notamment le colonel de réserve Marcos Koury, désirent une grève des camionneurs avant le second tour. Une vidéo publiée le 16 octobre est l'une de ses nombreuses tentatives pour inciter à une grève générale des camionneurs avant le second tour des élections. L'idée est que les conducteurs devront paralyser le Brésil pour montrer leur soutien à Bolsonaro, qui aura le temps de publier une mesure provisoire instituant le vote imprimé. La vidéo de Koury sur les blocages est partagée dans plusieurs groupes pro-Bolsonaro sur Telegram, et quelques jours plus tard, des membres de ces mêmes groupes commencent à préconiser des barrages routiers après les élections. Des appels aux blocages sont également lancés sur TikTok et YouTube.

## Chronologie

### Blocages de routes et d'autoroutes

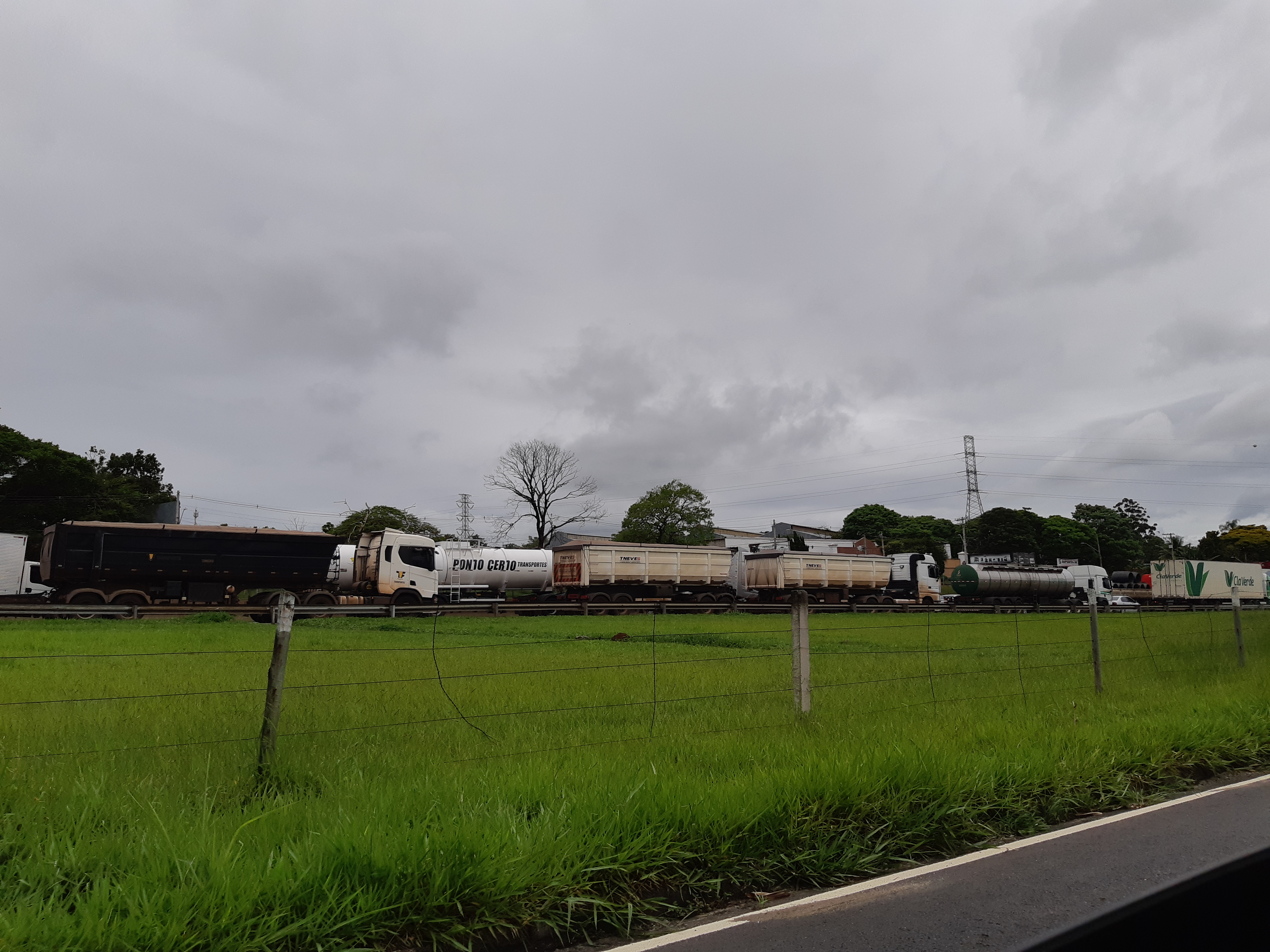
Blocus de l'autoroute Presidente Dutra (BR-116) à Taubaté, São Paulo.

Les partisans du président Jair Bolsonaro, y compris les camionneurs, commencent à bloquer tout le pays dans la nuit du 30 octobre, lorsque les résultats des élections sont annoncés. Jusqu'à la nuit du 31 octobre, la PRF (police routière fédérale) a enregistré 321 points de blocages ou d'agglomérations sur les routes de 25 États et du District fédéral. Santa Catarina est l'État qui comporte le plus grand nombre de blocage.
La police fédérale des autoroutes annonce le 9 novembre que toutes les autoroutes fédérales ont été débarrassées des barrages routiers, pour un total de 1 087 manifestations dispersées. Les camionneurs recommencent à bloquer les routes le 18 novembre. Selon la police fédérale des autoroutes, les nouveaux blocages s'avèrent différents des précédents, notant que les manifestants ont adopté des méthodes violentes qui se produisent principalement la nuit.

#### Implication des groupes de supporter de football
Le 1er novembre, les membres des Gaviões da Fiel, groupe de supporter de football du SC Corinthiens, dispersent des manifestants bloquant le Marginal Tietê, la principale autoroute de São Paulo, avec une banderole citant « Nous sommes pour la démocratie ». Le lendemain, davantage de supporter se mobilisent contre le blocage de l'autoroute Presidente Dutra (BR-116), qui relie São Paulo à Rio de Janeiro, dispersant les manifestants et détruisant les pancartes et drapeaux qui appellent à « l'intervention fédérale ».
Plusieurs membres de Galoucura, l'association organisée des supporter de football de l'Atlético Mineiro, franchissent également des barrages routiers le 1er novembre, lorsque les supporter ont dégagé des pneus et ouvert la circulation sur Rodovia Fernão Dias (BR-381), qui relie Belo Horizonte à São Paulo.

#### Attaques contre la police et les civils
Le 1er novembre, des manifestants menacent de brûler vifs des étudiants de l'Université fédérale de Rio de Janeiro (UFRJ), accusés d'être partisans du président élu Lula.
Le 7 novembre, à Novo Progresso, la ville qui a donné à Jair Bolsonaro le plus grand nombre de voix au second tour (près de 83 %), les agents de la police routière fédérale sont attaqués par des manifestants bloquant la BR-163. Un enfant est blessé par des gaz lacrymogène lancés par la police pour contenir les manifestants. Selon le PRF, l'enfant a reçu des soins rapides et la société continue de « négocier et de rechercher une solution pacifique pour débloquer l'autoroute ».

#### Salut nazi apparent lors des manifestations
Le 2 novembre, lors du blocus effectué sur l'autoroute SC-163, à São Miguel do Oeste, Santa Catarina, les manifestants tiennent un moment solennel pour célébrer l'hymne national brésilien, au cours duquel des gestes similaires au salut fasciste sont aperçus. Les vidéos de l'événement sont largement partagées et provoquent de nombreuses réactions d'étonnement et de condamnation. L'État de Santa Catarina a déjà enregistré une forte expansion des groupes néonazis ces dernières années. Plus tôt cette année-là, lors d'une opération menée en octobre, des membres du groupe néonazi Nova SS de SC (Nouveaux SS de Santa Catarina) sont arrêtés. Le groupe disposait d'armes de mêlée, d'artisanat et d'imprimantes 3D destinées à la fabrication d'armes. L'actuelle sous-gouverneure de l'État, et députée fédérale élue, Daniela Reinehr, est la fille d'Altair Reinehr, propagateur notoire de l'idéologie néonazie, que le parlementaire refuse de condamner publiquement,. Une lettre est ensuite envoyée à la police fédérale pour enquêter sur les menaces que Reinehr a commencé à subir après l'acte.
L'ambassade d'Allemagne publie une note dénonçant le geste comme une « attaque contre la démocratie brésilienne ». L'ambassade d'Israël publie également une note, se disant « préoccupée par l'action » et demande aux autorités de prendre les mesures nécessaires. Le ministère public de l'État et le bureau du procureur de Santa Catarina ont ouvert une enquête sur l'affaire. Les autorités ont finalement classé l'affaire après avoir confirmé qu'il s'agissait d'un geste de « salut au drapeau ».

#### Conséquences
Les blocages de routes et d'autoroutes touchent divers secteurs de la société, tels que les industries de la viande et du lait, la paralysie partielle de l'industrie de la viande et l'approvisionnement des supermarchés et des stations-service. Plusieurs hôpitaux sont également touchés. Une inquiétude générale gagne les autorités concernant l'approvisionnement en oxygène et autres fournitures. Certains hôpitaux doivent annuler des opérations.
À 9 h 30 UTC-3 le 1er novembre, environ 25 vols sont annulés à l'aéroport international de São Paulo/Guarulhos en raison du blocage de l'autoroute Helio Smidt par les bolsonaristes. Les blocages provoquent des accidents mortels, comme à Várzea Grande, dans le Mato Grosso, où un conducteur est décédé lorsque sa voiture est entrée en collision avec un camion arrêté à un barrage routier sur la BR-364. À Ipatinga, Minas Gerais, un motocycliste est décédé après avoir percuté un camion-citerne sur le tronçon urbain de la BR-381. Au moment de la collision, le camion manœuvrait après avoir été bloqué à un barrage routier. À Mirassol (São Paulo), un conducteur a renversé des manifestants sur l'autoroute Washington Luís, faisant 17 blessés, dont deux enfants.

### Manifestations

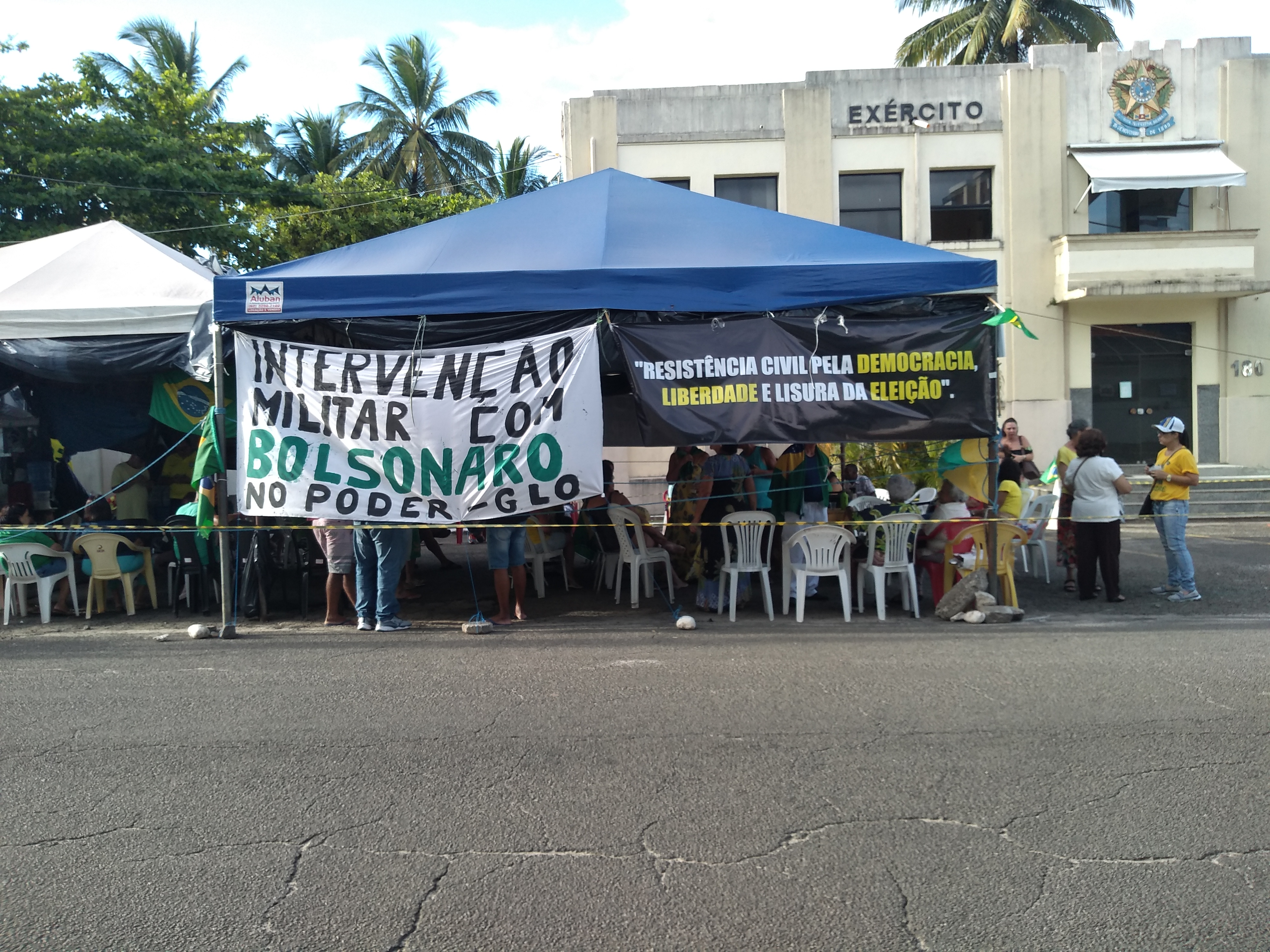
Camp de protestation devant la caserne de l'armée brésilienne à Ilhéus, Bahia.

Les manifestations sur les routes perdent de leur ampleur le 3 novembre,,. Mais les partisans de Jair Bolsonaro commencent à se concentrer à proximité des installations des forces armées brésiliennes, telles que les casernes militaires et les bâtiments de Tiro de Guerra, lors d'actes et des veillées lorsque la victoire de Luiz Inácio Lula da Silva est actée. Le mouvement se répand dans tout le pays et n'a pas de dirigeants nationaux définis. Des manifestations sont enregistrées dans des installations militaires dans les villes de São Paulo, Rio de Janeiro, Brasilia, Florianópolis, Recife, Salvador, entre autres villes et régions brésiliennes.
Les manifestants campent pour appeler à un coup d'État militaire afin d'empêcher l'investiture de Luiz Inácio Lula da Silva dans certaines villes. Les rapports envoyés par la police militaire, civile et fédérale et par les ministères publics des États et du district fédéral à la Cour suprême fédérale (STF) indiquent que les politiciens, la police, les syndicalistes et les ruraux encouragent et financent les manifestations et que la plupart des manifestants sont des personnes âgées, avec une petite présence de jeunes et de familles.
Lors de la Journée de la proclamation de la République le 15 novembre, les partisans de Bolsonaro ont organisé des manifestations dans tout le pays. Le gouvernement fédéral déclare le 11 janvier qu'il s'est préparé à de nouvelles manifestations, après la découverte de messages pro-Bolsonaro sur les réseaux sociaux appelant à de grandes manifestations dans les villes brésiliennes pour « reprendre le pouvoir ». Aucune manifestation majeure n'a cependant eu lieu.

#### Fake news
D'anciennes ou de fausses images montrant des chars de combat dans les rues sont diffusées. Les partisans de Bolsonaro manifestant devant le Commandement militaire de l'Est (RJ) ont célébré et pleuré après avoir entendu qu'une « intervention fédérale » a été décrétée et que le ministre, Alexandre de Moraes, a été « arrêté pour fraude par votes électroniques », mais cela s'avérera être une fake news,.
La fausse information selon laquelle Lady Gaga serait en réalité la « première ministre » de la Cour pénale internationale située à La Haye est devenue virale sur Twitter. Le canular était accompagné d'un montage dans lequel la chanteuse semblait participer à une visioconférence avec Jair Bolsonaro et affirmait que Stefani Germanotta, de son vrai nom, analysait une fraude électorale au Brésil. La Cour pénale internationale n'occupe pas ce poste et Gaga n'en est pas un agent. De fausses informations sur la mort présumée de Luiz Inácio Lula da Silva ont également été diffusées en ligne.

### Violences et tentatives d'attentats
Le 12 décembre, après la victoire électorale de Lula officiellement ratifiée par les tribunaux brésiliens, des partisans d'extrême droite de Bolsonaro prennent d'assaut le siège de la police fédérale à Brasilia et incendient des véhicules dans la rue après l'arrestation d'un des manifestants pour incitation à la violence. La police utilise des grenades assourdissantes et des gaz lacrymogènes pour les disperser,.
Une tentative d'attentat à la bombe près de l'aéroport international de Brasilia est déjouée par la police le 23 décembre et le suspect est arrêté le lendemain. Selon son témoignage, il est motivé par le fait que Bolsonaro a mis en doute l'intégrité du processus électoral dans le passé. Le 29 décembre, la police tente d'expulser des manifestants autour du quartier général de l'armée brésilienne, mais est forcée de se retirer après des violences.
Un homme portant un engin explosif et un couteau est arrêté le 1er janvier 2023 alors qu'il tente de pénétrer sur l'esplanade de Brasilia où des partisans de Lula célèbrent sa prestation de serment.

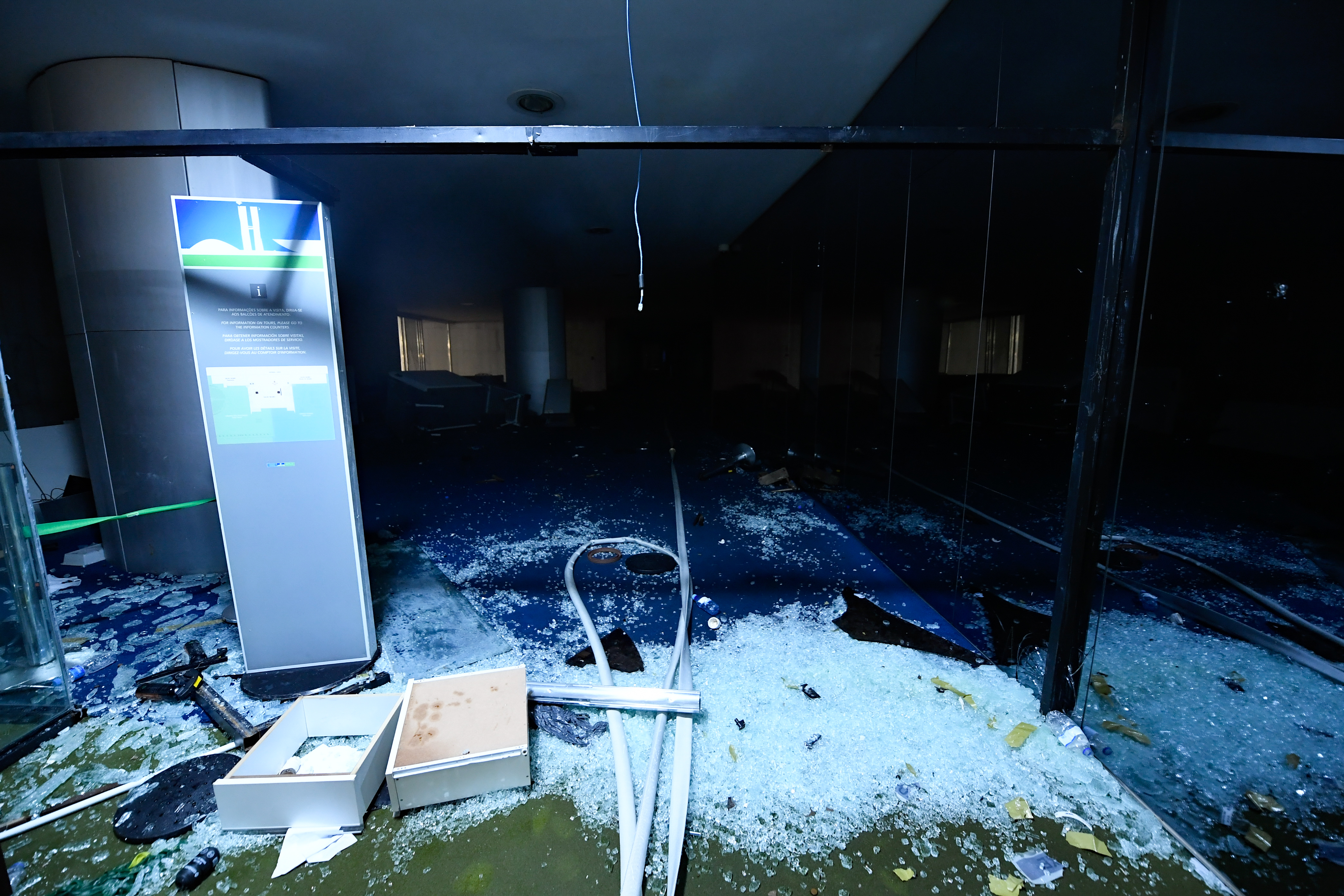
Dommages à l'intérieur du palais du Congrès national de Brasília après l'invasion de la place des Trois Pouvoirs le 8 janvier 2023.

Les partisans de Bolsonaro prennent d'assaut les bâtiments du Congrès national, du palais de l'Aurore et de la Cour fédérale suprême le 8 janvier 2023 et s'affrontent avec la police. Les émeutiers détruisent une partie des biens à l'intérieur des trois bâtiments, tandis que la police utilise du gaz poivré et des gaz lacrymogènes pour les disperser. Le président Lula n'était pas présent au palais présidentiel lorsqu'il a été pris d'assaut. Les médias brésiliens estiment le nombre total d'occupants dans les trois bâtiments à environ 3 000. Les trois bâtiments fédéraux seront plus tard dégagés,, et plus de 1 500 personnes arrêtées.

## Financement
Les demandes d'enquête sur un éventuel financement des blocages et des manifestations se sont multipliées, principalement en raison de la circulation de vidéos de stands organisés servant des boissons et de la nourriture, y compris des barbecues. Il y a des suspicions de financements occultes permettant, voire exigeant, l'arrêt des camionneurs impliqués dans les manifestations. Le procureur général de la justice de São Paulo confirme également les soupçons de financement par des hommes d'affaires, ajoutant qu'il existe déjà des suspects et des preuves,.
Des hommes d'affaires de plusieurs États ont financé des caravanes à Brasília pour renforcer les protestations appelant à une intervention militaire devant le quartier général de l'armée dans la ville. Plus de 70 camions arborant le drapeau brésilien sont arrivés les 6 et 7 novembre. Des entrepreneurs de la municipalité d'Água Boa, dans le Mato Grosso, ont organisé une action commune en déployant 23 camions, dont douze portaient le nom d'Agritex, un revendeur de machines, pièces et équipements agricoles, sept autres véhicules affichaient le logo de Grupo Comelli, de Rio Verde, à Goiás, une entreprise spécialisée dans la transformation de la biomasse. Au total, les plaques d'immatriculation des véhicules proviennent d'au moins quatre états : Mato Grosso, Goiás, Bahia et Santa Catarina.
Le 3 novembre, la police militaire d'Alagoas remet un rapport au tribunal suprême fédéral (STF) identifiant les groupes WhatsApp et Telegram et les dirigeants impliqués dans les actes de l'État. La police a conclu que les directions ne sont pas centralisées ; le leadership de Kayo Gustavo Fragoso, Carneiro da Cunha se démarque, candidat à la députation fédérale aux élections générales de 2022. Le 8 novembre, les ministères publics de São Paulo, Santa Catarina et Espírito Santo ont également déposé des plaintes auprès du tribunal électoral supérieur (TSE) concernant le financement d'une partie des hommes d'affaires, les bus municipaux transportant les manifestants et le financement par le système de paiement Pix. À Espírito Santo, des hommes d'affaires ont vendu leurs produits pendant les manifestations. À Santa Catarina, des politiciens ont participé aux actions, dont un conseiller. Le même jour, la police civile du Paraná a envoyé un rapport dénonçant un conseiller et plusieurs anciens conseillers, un procureur municipal, un conseiller d'un député fédéral et de nombreux hommes d'affaires dans l'organisation et le financement des manifestations. Parmi eux figurent Aurélio Ramos de Oliveira Neto, Sandro Nascimento Ferreira Branco et Éder Mauro.
Le 12 novembre, le ministère public fédéral du Brésil (MPF) demande au ministre de la Défense, Paulo Sérgio Nogueira de Oliveira, d'identifier les responsables de l'appel et du financement des manifestations. Le 17 novembre, le ministre Alexandre de Moraes décide de bloquer 43 comptes bancaires de personnes physiques et morales soupçonnées de financer des actes antidémocratiques.

### Luciano Hang
Dans un premier temps, des rumeurs circulent liant l'homme d'affaires Luciano Hang à l'organisation et au financement des manifestations, principalement en raison de la préférence des manifestants pour effectuer des concentrations devant les chaînes de magasins Havan, l'homme d'affaires nie avoir contribué à l'organisation du mouvement.
Cependant, il est confirmé dans un rapport d'Agência Pública, qui a un accès exclusif aux documents de la police fédérale des autoroutes, que la chaîne de magasins Havan a envoyé ses camions de service aux barrages routiers, ainsi que Transben Transportes, une société du nom de sa femme, Andrea Benvenutti Hang, la belle-sœur et le beau-père de Hang, et Premix Concreto. Les entreprises ont organisé les camions au KM 83 de la BR-101, à Barra Velha, pour une manifestation qui a eu lieu devant la station-service Maiochi, à proximité d'un magasin Havan. À Palhoça, un magasin Havan a même offert aux manifestants des chaises, des bancs, un accès à la salle de bain et un branchement électrique pour les haut-parleurs.

### Emílio Dalçoquio Neto
L'homme d'affaires et fondateur du « Lux Institute », Emílio Dalçoquio Neto, est signalé par des rapports de la police fédérale des autoroutes qui ont été rendus publics par les médias, comme un chef de file des blocages et des actes organisés dans l'État de Santa Catarina, participant également à des réseaux nationaux de mobilisation. Dalçoquio est identifié dans plusieurs vidéos faisant des discours pour encourager les manifestations, car il possède également plusieurs véhicules utilisés dans les blocages,. Emílio est déjà connu pour sa participation à la grève des camionneurs en 2018 (en), qui a conduit à une enquête sur le transporteur Dalçoquio pour avoir empêché le retour des activités de l'entreprise comme moyen d'influencer les négociations et le contexte de la grève, un crime connu sous le nom de « locaute ». L'entreprise avait même envoyé une lettre soutenant les grèves.

## Critique des réponses des militaires et de la police routière fédérale
Le jour des blocages, la police routière fédérale (PRF) active l'Office of the General Counsel for the Union (AGU) pour assurer la circulation des routes. La PRF publie un communiqué disant « adopter toutes les mesures pour ramener le flux à la normale », et qu'il donne la priorité au dialogue pour garantir le droit de manifester. Certains ont critiqué l'inaction apparente de la police routière qui, la veille, menait des opérations considérées comme illégales dans tout le pays. Plusieurs vidéos sont diffusées dans lesquelles les policiers déclare qu'ils ne feront rien contre le blocus. Dans un autre, le policier déclare que l'ordre est uniquement de surveiller les manifestations.
La Cour suprême fédérale (STF) ordonne à la PRF de débloquer immédiatement les routes sous peine d'amende de 100 000 R$ par heure au directeur général Silvinei Vasques. Le ministre Alexandre de Moraes publie une note le 31 octobre, exhortant la PRF à prendre « toutes les mesures nécessaires et suffisantes » pour ouvrir les routes. La détermination cite la posture « omissive » et « inerte » du directeur général Silvinei Vasques. La lettre indique la possibilité de révocation du directeur s'il ne se conforme pas à la décision. Outre la PRF, le président du TSE exige la collaboration d'autres forces de sécurité publique pour dégager les routes.
Des vidéos circulent montrant des officiers du PRF s'alliant aux manifestants. Les journaux rapportent que le ton des policiers est celui de la clémence. La direction du PRF déclare qu'elle n'a envoyé aucune ordonnance de soutien et que des procédures seront ouvertes pour enquêter sur les cas des policiers acquis à la solde des manifestants. Les policiers concernés n'ont pas été démis de leurs fonctions, car l'organisation estime qu'il faut autant de personnes que possible pour agir pendant les manifestations.
En décembre 2022, des membres de la police militaire du Mato Grosso qui mangeaient dans un camp installé par des manifestants devant la 13e brigade d'infanterie motorisée du commandement militaire ouest, à Cuiabá, ont arrêté des étudiants sans motif accusation, qui avaient filmés la scène quelques instants avant,.

## Réactions

### Politiciens et mouvements sociaux
Les députés Nikolas Ferreira du Parti libéral (PL), Daniel Silveira du Parti travailliste brésilien (PTB) et Carla Zambelli du PL ont soutenu et encouragé les actions des bolsonaristes bloquant les routes. Ferreira écrit qu'« un soldat qui va à la guerre et a peur de mourir est un lâche ». La sénatrice Simone Tebet du Mouvement démocratique brésilien, qui a été battue au premier tour, déclare que les barrages routiers des partisans de Bolsonaro sont « antidémocratiques » et que « le moment est maintenant pour la paix et l'unité ». Le nouveau président du Brésil, Luiz Inácio Lula da Silva, s'est engagé à punir les manifestants ayant fait irruption au Congrès, à la Cour suprême et au palais présidentiel.
45 heures après la fin du second tour, Bolsonaro prononce un bref discours disant : « Les manifestations pacifiques seront toujours les bienvenues, mais nos méthodes ne peuvent pas être celles de la gauche, qui ont toujours nui à la population, comme envahir les biens, détruire le patrimoine, et la restriction du droit de transit ». Le lendemain, il enregistre une vidéo pour ses soutiens, demandant le dégagement des autoroutes. Le vice-président, Hamilton Mourão, reconnait la légitimité du résultat des élections, écarte la « possibilité de fraude », répudie les manifestations et conseille aux participants de « baisser la garde », concluant : « il ne sert plus à rien de pleurer ».
Le Mouvement des travailleurs sans-abri (MTST) donne pour instruction à ses militants d'organiser des manifestations pour débloquer les principales voies d'accès, mais aussi de ne pas se heurter aux manifestants. Selon Gleisi Hoffmann, c'est l'État qui se doit de gérer les manifestations et déclare que le nouveau gouvernement maintiendra le dialogue avec les camionneurs.

### Tribunal électoral supérieur
Le Tribunal électoral supérieur envoie plusieurs ordonnances judiciaires pour fermer les groupes Telegram et WhatsApp, ainsi que les chaînes TikTok et YouTube, utilisées pour organiser les manifestations, sur la base de l'article 142 de la Constitution du Brésil, une ordonnance qui sera respectée par les entreprises technologiques. Parmi ceux dont les réseaux sociaux ont été bloqués figurent Carla Zambelli, Adrilles Jorge, Gilberto Silva, José Medeiros, Monark et Nikolas Ferreira,. Zambelli a créé de nouveaux comptes, ultérieurement supprimés; celui-ci annonce signaler l'affaire à la Commission interaméricaine des droits de l'homme (CIDH). Le réseau social Gettr a demandé à la Cour suprême fédérale (STF) l'accès au processus qui a déterminé le blocage de Zambelli sur la plateforme.

### Cour suprême fédérale
La STF a tenu Bolsonaro pour responsable des manifestations et a ordonné le déblocage immédiat des routes. Moraes considérait également les actions du PRF comme omissives et inertes.

### Conducteur de camion
Les dirigeants des organisations de la catégorie des camionneurs ont fait différentes déclarations sur le mouvement. Wallace Landim, également connu sous le nom de Chorão, président de l'Association brésilienne des conducteurs de véhicules à moteur (Abrava), a répudié les blocages. Le président du Front parlementaire mixte pour la défense des camionneurs indépendants et à temps plein, Nereu Crispim, a affirmé qu'il n'était pas prévu de paralyser la catégorie dans son ensemble. Le président du Syndicat des chauffeurs routiers d'Ourinhos a confirmé la mobilisation de la catégorie pour les grèves. La mobilisation s'est déroulée principalement par le biais de groupes Telegram, et compte sur des dirigeants indépendants des principales entités de la catégorie.

### Société d'ingénierie du Rio Grande do Sul
Le 30 novembre 2022, l'Engineering Society of Rio Grande do Sul a publié une note appelant à un coup d'État militaire et à la suspension de l'investiture du président élu. En raison de la note, considérée par beaucoup comme antidémocratique, la Société a été dénoncée au STF.

### Médias internationaux
Les barrages routiers ont eu de grandes répercussions dans les médias internationaux, étant qualifiés de « perturbateurs ». Le journal français Le Monde souligne les « conséquences potentiellement délétères » que ces blocus entraîneront pour l'économie brésilienne, la chaîne de télévision britannique BBC cite les manifestations comme causant des « perturbations considérables » dans la vie quotidienne des Brésiliens, le journal italien La Repubblica souligne le « silence absolu de Bolsonaro » alors que le Brésil est « en flammes », le journal américain New York Times déclare que les manifestations routières « font écho aux affirmations sans fondement de Bolsonaro avant les élections », tandis que le Washington Post rapporte le fait que les barrages routiers ont été organisés par les chaînes pro-Bolsonaro sur Telegram.